# Монтферланд
Монтферланд (нід. Montferland, нід. вимова: [ˈmɔntfərlɑnt] ( прослухати)) — муніципалітет у Нідерландах, у провінції Гелдерланд, на кордоні з Німеччиною. Утворений 1 січня 2005 року шляхом злиття колишніх муніципалітетів Берг і Дідам.

## Населені пункти муніципалітету
Міста
- 'с-Геренберг
- Дідам

Села
- Азевейн
- Бек
- Брамт
- Зеддам
- Кілдер
- Ленгел
- Лойл
- Лурбек
- Ню-Дейк
- Стоккюм

## Визначні мешканці
- Ерні Брандтс (нар. 1956 в Ню-Дейку) — нідерландський футбольний тренер і колишній футболіст

## Галерея

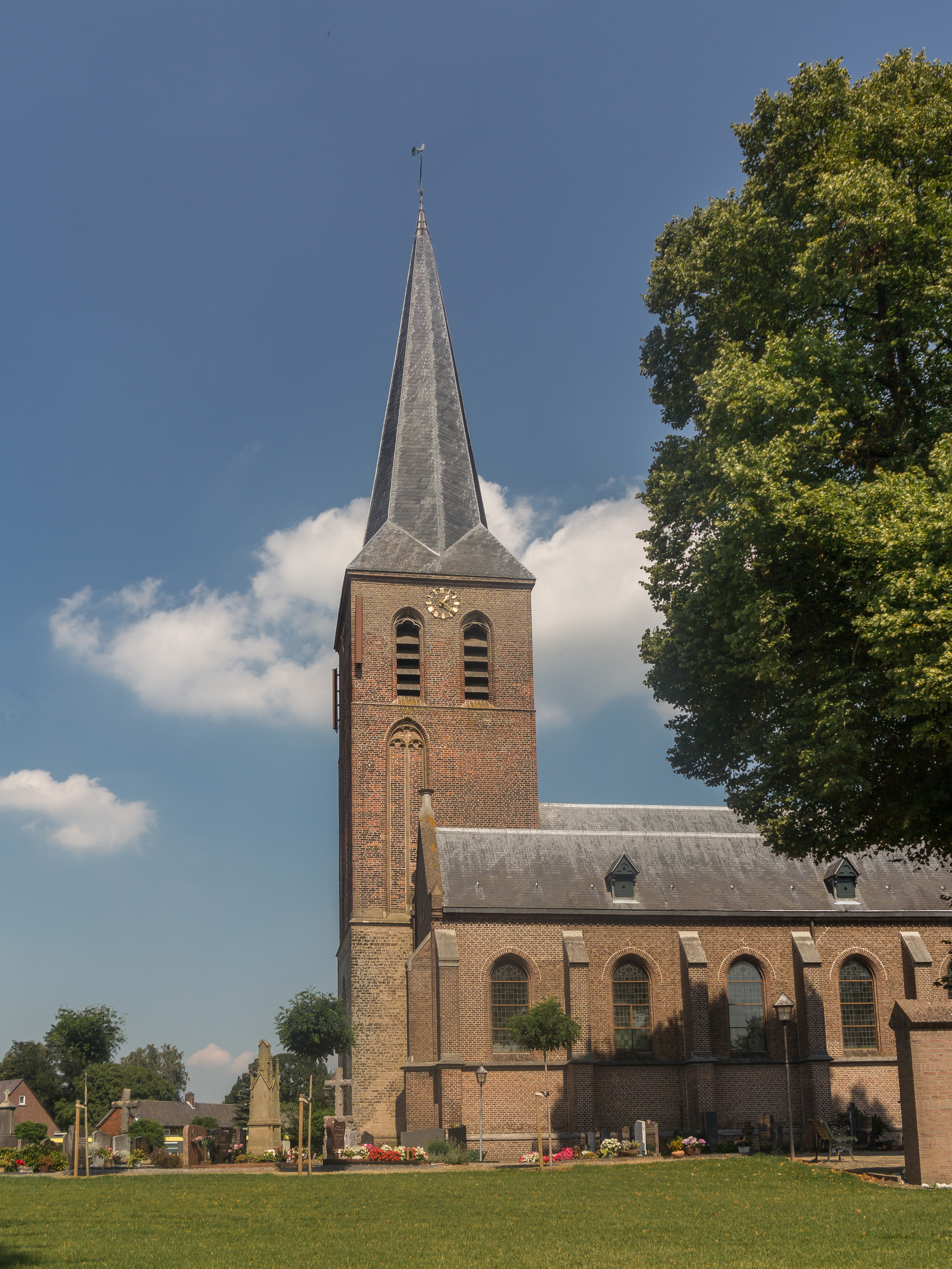
Церква св. Мартина в Беку
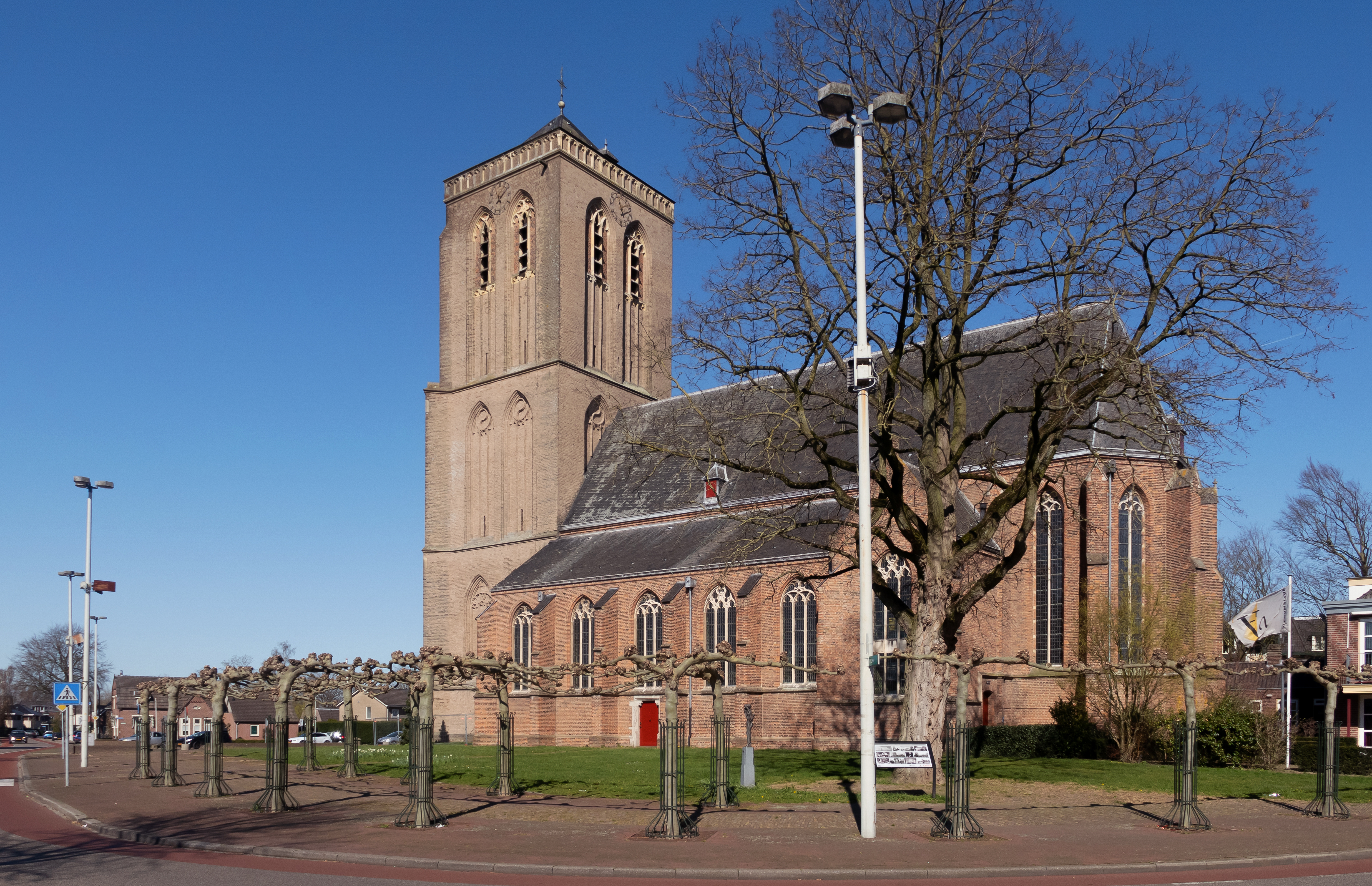
Церква в Дідамі
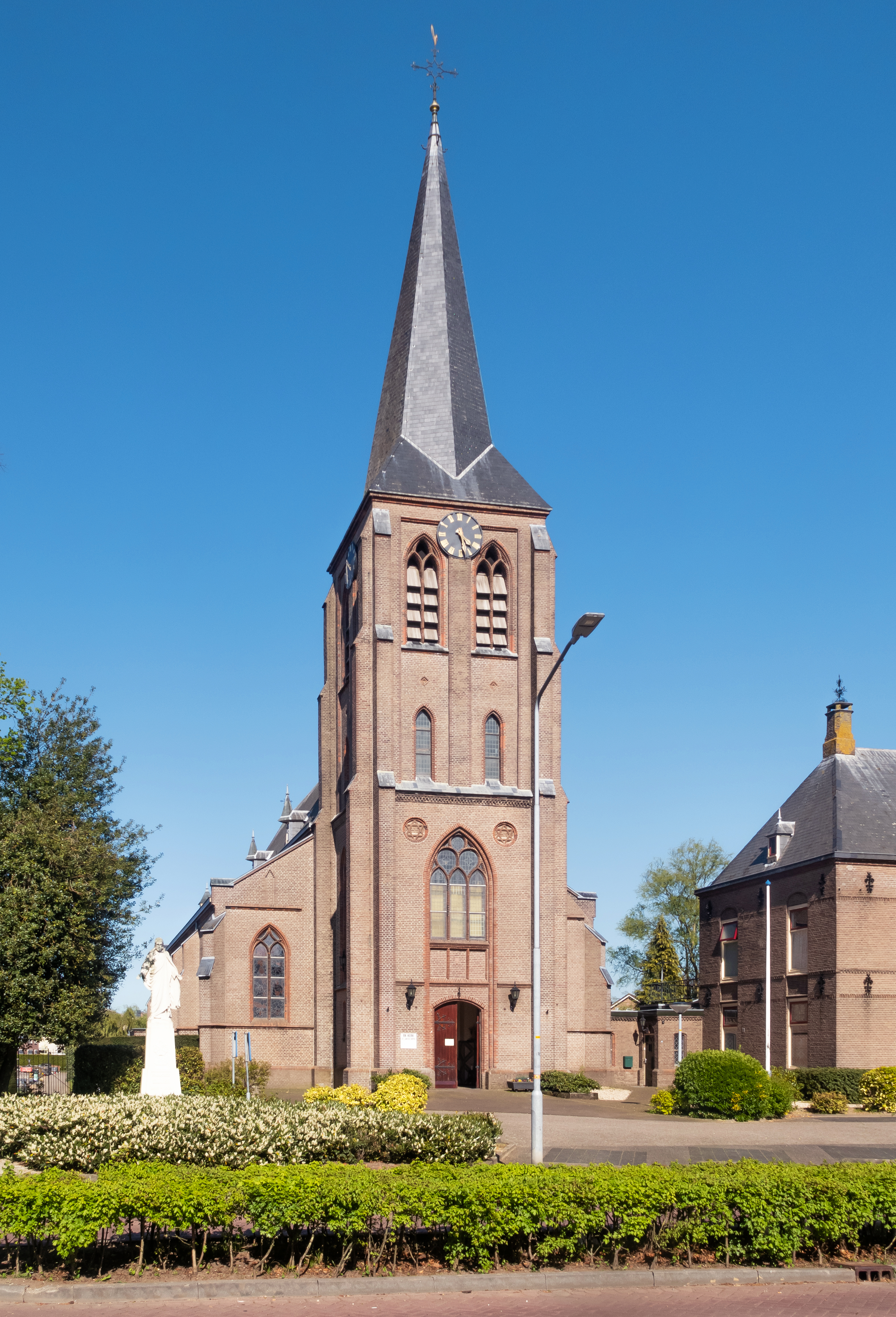
Церква у Кілдері
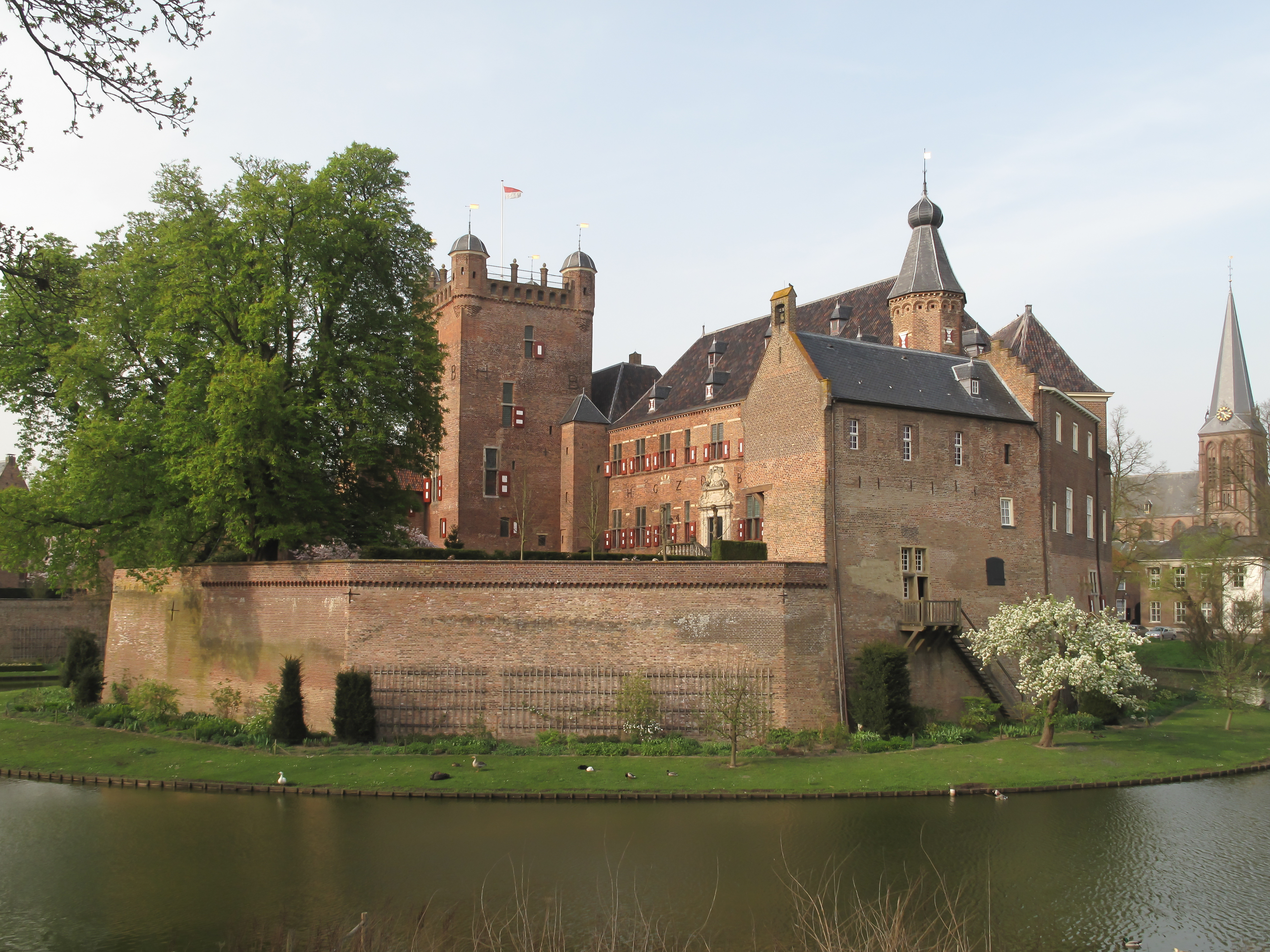
Замок у 'с-Геренберзі
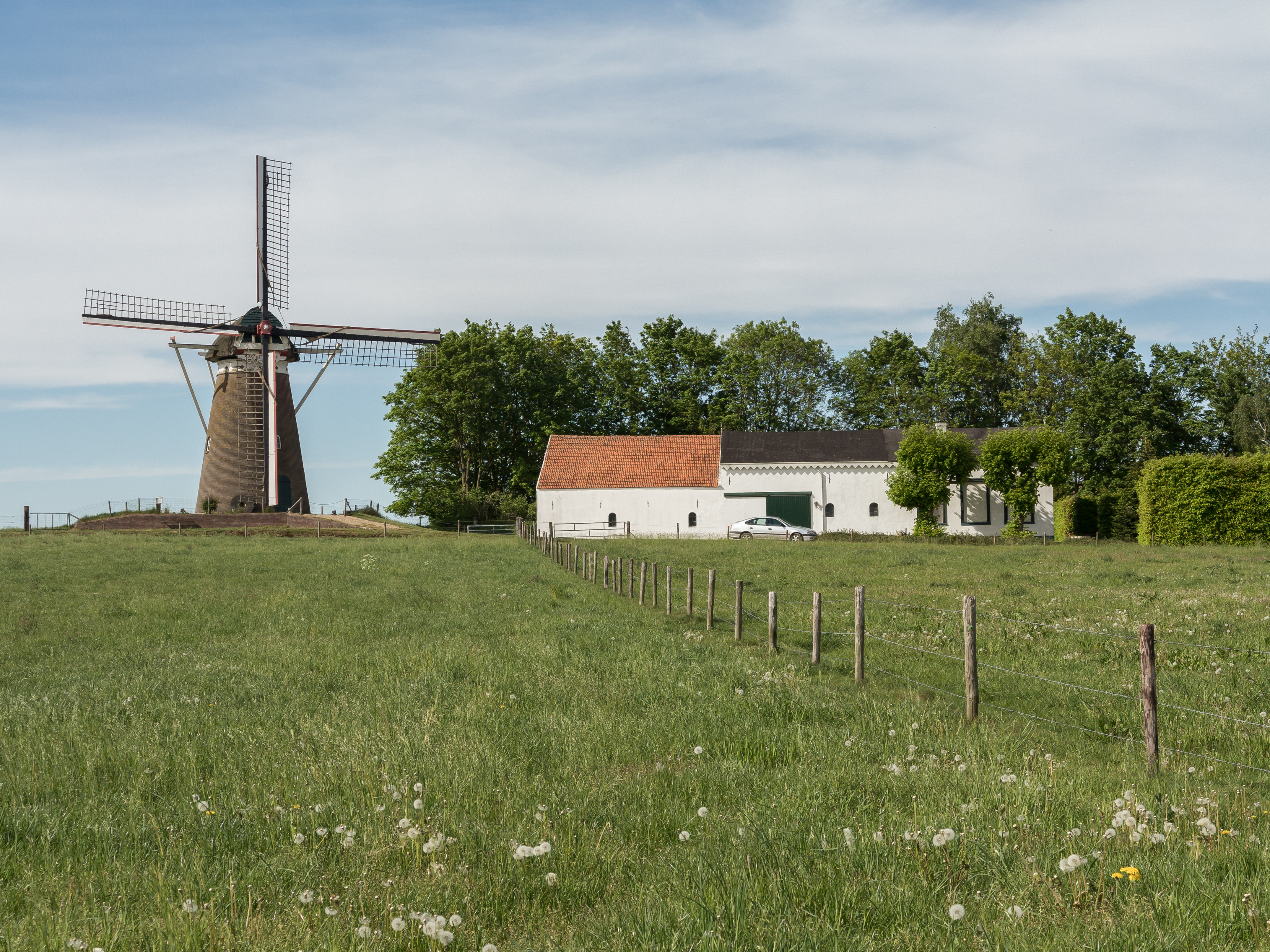
Вітряк у Стоккюмі